# طوبين قوقازي
الطوبين القوقازي (Talpa caucasica) هو حيوان ثديي ينتمي إلى فصيلة الطوبينيات، تستوطن جبال القوقاز في روسيا وجورجيا.